# Elisabetta Gafforini
Elisabetta Gafforini (Venezia, 20 settembre 1777 – Milano, 10 novembre 1847) è stata una cantante lirica, mezzosoprano interprete di contralto italiana.
Si esibì principalmente nei teatri di Venezia e alla Scala di Milano ma anche in Spagna, Portogallo e altre città italiane. Durante i suoi 25 anni di carriera apparve in numerose prime mondiali. Possedeva una voce limpida, flessibile e risonante con una gamma eccezionalmente ampia e, secondo Stendhal, era un'attrice comica esperta e incantevole. Gafforini nacque a Venezia per poi trasferirsi a Milano con la famiglia; continuò a vivere nel capoluogo lombardo anche dopo il definitivo ritiro dalle scene nel 1818 e fino alla sua morte all'età di 70 anni.

## Biografia

### Primi anni
Gafforini nacque a Venezia il 20 settembre 1777, figlia di Margherita Fenaroli e Giuseppe Gafforini (originariamente il cognome doveva essere Gafforin), di professione parrucchiere. Nonostante la sua considerevole celebrità, ci sono pochi dati biografici disponibili riguardo alla sua infanzia. Fu istruita al canto, assieme alla sorella minore Marianna, dal compositore Matteo Rauzzini. Le sue prime esibizioni documentate risalgono al 1793, quando era attiva nei teatri d'opera di Venezia. Le sue prime apparizioni a Venezia includevano le prime de Il Cinese in Italia di Francesco Bianchi (Teatro San Moisè, 1793) e La secchia rapita (Teatro San Samuele, 1794) e La principessa filosofa di Gaetano Andreozzi (Teatro San Benedetto, 1794). Nel corso dei sei anni successivi la Gafforini continuò ad apparire a Venezia così come a Verona, Trieste, Livorno e Torino. Durante questo periodo apparvero spesso con lei in ruoli secondari la sorella Marianna, che sposò in seguito il basso Luigi Zamboni, e il fratello maggiore Francesco.

### Celebrità a Milano e Lisbona
Gafforini fece la prima delle sue numerose apparizioni alla Scala nel marzo 180. In seguito cantò in quattro opere comiche: revival di Che Originali! di Mayr, Fedeltà ed amore alla prova di Gazzaniga, Le donne cambiate di Marcos António Portugal e la prima de Il Podestà di Chioggia di Orlandi. Ad aprile prese parte anche nella prima cantata de Il trionfo della pace di Francesco Pollini. Alla Scala fu dato uno spettacolo di galà per celebrare il Trattato di Lunéville, che riconfermò il dominio di Napoleone su Milano. Il novembre successivo la Gafforini si esibì nel ruolo della Contessa nella prima de Il sedicente filosofo di Giuseppe Mosca. A quel tempo, la sua bellezza fisica e il suo talento per la commedia l'avevano resa l'idolo del pubblico scaligero. In occasione della prima de Il sedicente filosofo venne pubblicato un volantino di quattro pagine, contenente un sonetto adulatorio e il suo ritratto. Sotto il suo ritratto c'era un couplet che è stato spesso ripetuto in scritti successivi su di lei:
Ti vince il canto, e ti rapisce il ciglio.»
Stendhal, che aveva assistito a molte delle sue esibizioni alla Scala, ricordò in seguito:

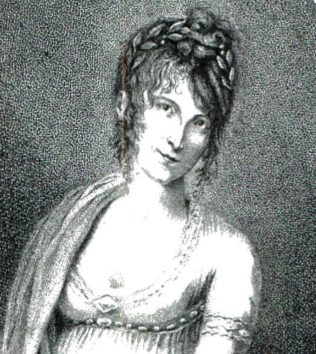
Gafforini nella sua acconciatura ad arte spettinata, raffigurata a Lisbona nel 1804

Gafforini continuò a cantare alla Scala per la stagione del 1802, apparendo in diverse opere liriche, tra cui le prime mondiali de La combinazione fortunata di Mosca e La capricciosa pentita di Fioravanti. Poi partì per Lisbona, dove divenne la prima donna di una compagnia italiana di opera buffa guidata da Fioravanti. Si esibì in numerose opere al Theatro de São Carlos tra il 1803 e il 1805, inclusa la prima mondiale de La donna soldato di Fioravanti. Le giovani donne del pubblico di São Carlos erano affascinate dal suo modo di acconciare i suoi folti capelli biondi per apparire abilmente "scompigliata" e presto iniziarono a imitarla. La parola portoghese "gaforina" è stata coniata per descrivere sia l'acconciatura di Gafforini che il tipo di donna che la indossava. La parola apparve negli scritti successivi sia di Aquilino Ribeiro, sia di Eça de Queirós.
Nella primavera del 1806, Gafforini tornò a Milano e apparve in un revival de La capricciosa pentita alla Scala e in estate nella prima assoluta de La feudataria di Franz Dussek. Tuttavia, ci furono problemi nella stagione autunnale. Gafforini recitò nella prima de I saccenti alla moda di Benedetto Neri, un dramma giocoso che satireggia il regime politico di Milano. Si rivelò molto popolare tra il pubblico, ma fu accusata dalle autorità di "comportamento spudorato" durante lo spettacolo. Ciò la portò ad essere bandita per un anno dalla Scala e da altri teatri reali sotto il patrocinio di Napoleone. Allo stesso tempo, il suo futuro marito Antonio Gasparinetti aveva pubblicato un sonetto in suo onore, visto anch'esso come espressione di sentimenti antifrancesi, nonostante Gasparinetti fosse un ardente sostenitore di Napoleone e avesse prestato servizio come ufficiale di cavalleria nelle truppe napoleoniche italiane.
Gafforini fu riaccolta alla Scala nella stagione del 1808 e continuò a cantare lì e al Teatro Carignano di Torino fino al 1811. Verso la fine di quel periodo si cimentò nell'opera seria, cantando due ruoli en travesti precedentemente assegnati ai castrati. Fu Annibale in Annibale in Capua di Giuseppe Farinelli e re Abradate in Abradate e Dircea di Nicolini. Anche se il repertorio, nel corso della sua carriera principale, fu prevalentemente l'opera buffa, dove eccelleva, cantò ruoli simili nei suoi primi giorni a Venezia: Giulio Cesare ne La morte di Cesare di Francesco Bianchi e Giovanni Talbot nella Giovanna d'Arco Gaetano Andreozzi, entrambi alla Fenice nel 1797.

### Matrimonio e anni successivi

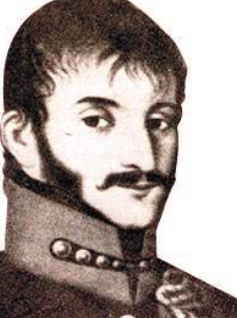
Il marito di Gafforini, Antonio Gasparinetti

Dalla fine del 1811 fino all'inizio del 1812 Gafforini fu ingaggiata dal Teatro San Carlo di Napoli. Apparve ne La dama soldato di Orlandi, in Oro non compra amore di Portugal e ne Il salto di Leucade di Luigi Mosca. Al suo ritorno a Milano, Gafforini e il suo amante Antonio Gasparinetti si sposarono nella Chiesa di San Fedele il 1 aprile 1812. La loro unica figlia, Eugenia, nacque nello stesso anno, qualche tempo dopo l'apparizione estiva di Gafforini al Teatro Eretenio di Vicenza ne La dama soldato.
Dal 1812 la Gafforini si ritirò effettivamente dalle scene anche se tra il 1815 e il 1818 fece qualche sporadica apparizione. Suo cognato Luigi Zamboni, per il quale Rossini scrisse il ruolo di Figaro ne Il barbiere di Siviglia, esortò Rossini e l'impresario Francesco Sforza-Cesarini a convincere Gafforini a ritirarsi per cantare Rosina alla prima dell'opera. Tuttavia il compenso richiesto era troppo alto e alla fine si accontentarono di Geltrude Righetti.
Nel 1815 Gafforini cantò ancora alla Scala ne Il mistico omaggio, una cantata di Vincenzo Federici e Ferdinando Orlandi eseguita alla presenza dell'arciduca Giovanni d'Austria per segnare il ritorno del controllo austriaco su Milano. Le sue ultime apparizioni teatrali note furono alla Fenice di Venezia dove apparve en travesti nelle anteprime del Lanassa di Mayr nel ruolo del generale Montalbano (1817) e nell'Orfana egiziana di Francesco Basili come Tanizio (1818).
Antonio Gasparinetti morì nel 1824, invece Elisabetta visse fino al 1847. Alla sua morte la figlia le fece erigere un monumento, commissionandolo allo scultore Abbondio Sangiorgio, oggi purtroppo disperso. Il grande monumento di marmo bianco, addossato alla parete della rampa destra dello scalone che portava alle infermerie dell'Ospedale Fatebenefratelli a Milano, consisteva nel busto marmoreo della Gafforini, un bassorilievo rappresentate una donna genuflessa che tenendosi con la mano sinistra appoggiata a una croce depone una corona di fiori sopra a una tomba e infine un'iscrizione recitante le seguenti parole:
Moriva nel giorno 10 novembre 1847.»